# Геноцид іракських туркменів
Геноцид іракських туркменів відноситься до серії вбивств, зґвалтувань, страт, вигнання та сексуального рабства іракських туркменів Ісламською державою. Геноцид почався, коли 2014 року ІДІЛ захопила території іракських туркменів, і тривав, поки ІДІЛ не втратив свій вплив в Іраку. 2017 року парламент Іраку офіційно визнав переслідування іракських туркменів ІДІЛ геноцидом, а в 2018 році ООН визнала сексуальне рабство іракських туркменських дівчат і жінок.

## Передумови та підготовка

### Іракські туркмени
Іракські туркмени є третьою за чисельністю етнічною спільнотою Іраку. Вони мають тюркське походження і живуть в історичному регіоні Туркменелі, оточені арабами на півдні та курдами на півночі.:313 Вони поділені майже порівну між сунітами та шиїтами, з невеликою католицькою меншістю. Між туркменами-сунітами та шиїтами також існувало сектантство, яке часто переростало у збройні зіткнення. Під час геноциду, здійсненого Ісламською державою, іракські туркмени були мішенню незалежно від віросповідання. Вони раніше були об'єктами масових вбивств, таких як різанина в Алтун Купрі, різанина в Гавурбагі, різанина в Кіркуку 1959 року та різанина в Кіркуку 1924 року.

### Підготовка
Під час наступу в Північному Іраку в червні 2014 року ІДІЛ захопила багато територій, де більшість складали туркмени або туркмени були значною меншиною, наприклад Мосул, Талафар, Тікріт і частини провінцій Кіркук і Діяла.

## Геноцид
У червні 2014 року, коли армія ІДІЛ вперше захопила Талафар, вона викрала 1300 іракських туркменів, близько 700 чоловіків, 470 жінок і 130 дітей. ITF заявила, що лише 42 з 1300 викрадених повернулися, а решту ніхто більше не бачив. Тоді було вбито 300 туркменів. Будинки туркменів були спалені, худобу викрадено, багато з них були змушені втікати. У вересні 2014 року переселенцями стали щонайменше 350 000 туркменів, більшість із яких були вихідцями з Таль-Афару. Їм загрожувала смерть від голоду. За словами жителів і місцевих активістів, після нападів втекло близько 90 % туркменів Талафара. Махді аль-Баяті, колишній міністр з прав людини Іраку та речник Turkmen Rescue Foundation, стверджував, що кількість туркменських біженців у лютому 2017 року зросла до 600 000. Мехді аль-Беяті також заявив, що інфраструктура кожного туркменського регіону сильно пошкоджена ІДІЛ. У вересні 2014 року ООН направила до Іраку групу для розслідування злочинів, а Amnesty International представила докази здійснення Ісламською державою актів етнічної чистки проти туркменів.
Багато бойовиків «Ісламської держави» були колишніми солдатами іракської армії під проводом Саддама Хусейна, яка мала історію вбивств і переслідувань іракських туркменів.
9 червня у Мосулі ІДІЛ вбили 15 туркменських полонених з Талафара. Після вибуху шиїтської мечеті в цьому ж місті багато людей покинули місто, а дев'ятеро біженців були вбиті. 65 дітей з єзидської та туркменської громад залишили в дитячому будинку в Мосулі, які отримали травму, ставши свідками вбивства своїх батьків. Деякі з цих дітей пережили сексуальне насильство.
Під час падіння Мосула в червні 2014 року "Ісламська держава" напала на турецьке консульство в Мосулі та викрала 49 дипломатів. Ахмет Давутоглу заявив, що «ніхто не повинен намагатися випробувати межі сили Туреччини», хоча «Ісламська держава» проігнорувала попередження та напала на туркменів у Таль-Афарі 10 червня після захоплення Мосула. Туреччина не відреагувала на напади, через що світські та націоналістичні політики різко критикували Реджепа Тайїпа Ердогана та Ахмета Давутоглу. Уряд Туреччини звинуватили в тому, що він попустив тяжке становище іракських туркменів.
16 червня 2014 року бойовики ІДІЛ вбили щонайменше 40 туркменів з 4 різних місць (Чардаглі, Караназ, Бешир, Біравчі), усіх поблизу міста Кіркук. ІДІЛ також знову звинуватили в нападах на туркменів через їх етнічну приналежність. Через день у Беширі було вбито ще 52 туркмени, і, за словами місцевих жителів, різанина знову мала етнічний мотив. Це ж місце знову постраждало 18 червня та між 20 і 21 червня, убивши п'ять, а потім 17 цивільних осіб. За словами очевидця з Бешира, у місті було вбито 700 туркменів. У червні 2014 року бойовики ІДІЛ викрали 26 туркменів-шиїтів із села Аль-Шамсіят. У тому ж місяці туркмени-шиїти втекли з Аль-Кібби та Шрайхана після погроз з боку ІДІЛ. Багато туркменських жителів сіл Талафар, Башир, Біравчі та Караназ також втекли після отримання нових листів від джихадистів.
18 червня під час зіткнень між ІДІЛ та сухопутними військами Іраку між містами Амірлі та Туз загинули щонайменше 20 мирних жителів-туркменів. Під час облоги Амірлі через суворі умови загинули 150 людей, у тому числі 50 дітей і 10 новонароджених. Після падіння Амірлі в 2014 році в місті було припинено постачання електроенергії, їжі та води. Десятки людей загинули, включно з вагітними жінками, ще до доставки гуманітарної допомоги. Були спалені будинки та школи, а також мечеті в Караназі, Чардаглі та Біравчі.
23 червня бойовики ІДІЛ викрали щонайменше 75 туркменів з районів Губа, Шріхан і Талафар. Було знайдено лише 2 тіла, в долині на північ від Губи. Ймовірно, їх стратили. 950 туркменських сімей втекли з цих районів після того, як ІДІЛ вимагала їх залишити. У тих же селах три шиїтські храми були підірвані, під час атак загинуло 25 осіб. 7 серпня в Синджарі було страчено 100 туркменів-чоловіків.
Загалом ІДІЛ захопила та використовувала як сексуальних рабинь 600 туркменських жінок. Близько 400—500 із них були відправлені до тимчасових в'язниць ІДІЛ у Сирії. У лютому 2018 року група жінок протестувала біля офісу ООН з прав людини в Кіркуку. Вони тримали плакати та вимагали від уряду Іраку зробити щось, щоб повернути близько 450 зниклих безвісти туркменських жінок, але протест проігнорували. Хасан Туран, лідер ITF, побоювався, що якщо туркменські жінки повернуться, їх, швидше за все, вб'ють власні родини з мотивів честі. Він заявив, що «багато дівчат не повернуться, і я можу тільки сподіватися, що їхні родини все ж приймуть їх, якщо вони повернуться. Вони є жертвами». Пізніше в 2018 році ООН нарешті визнала сексуальне рабство туркменських жінок. Неназвана туркменська жінка з маленького містечка Аль-Алам поблизу Тікріту, яка пережила ІДІЛ, розповіла BBC Turkish, що ІДІЛ відокремила неодружених дівчат від одружених жінок і почала ґвалтувати неодружених дівчат на очах у всіх. ІДІЛ також зґвалтувала міську вчительку туркменської мови до такої міри, що в результаті вона померла. Багато іракських туркменів і правозахисних організацій заявили, що геноцид іракських туркменів Ісламською державою підживлювався антитюркізмом.
Дітей також викрадали, як правило, з метою навчання. У Ніневії 13 березня 25 туркменських дітей віком від 10 до 17 років були викрадені з дитячого будинку «Бараам» і відправлені до дитячих тренувальних таборів у Талафарі.
У березні в Баширі поблизу Кіркука було знайдено масове поховання 16 туркменів. Знову в березні ІДІЛ стратила 9 туркменських вдів у Кара Куян, Ніневія, чиїх чоловіків убили джихадисти. Причиною їх страти стала відмова ступити в шлюб з бойовиками ІДІЛ. У селі Біравджилі бойовики ІДІЛ викрали двох туркменів після вбивства 23 жителів села. У Губі та Шріхані було викрадено 60 туркменських хлопців і чоловіків. Того ж місяця молодого туркмена на ім'я Ерхан Чамчі було викрадено з його будинку в Кіркуку.
Через рік у серпні 2015 року в Мосулі ІДІЛ публічно стратила 700 іракських туркменів, звинувативши їх у віровідступництві.
Один вибух автомобіля ІДІЛ у провінції Саладін у 2015 році забрав життя 40 туркменів. ITF заявила, що атаки ІДІЛ на іракських туркменів були кампанією стратегічної етнічної чистки. 540 туркменських цивільних осіб з Таль-Афару зникли безвісти, у тому числі 125 жінок, знову ж таки від рук ІДІЛ, і лише 22 з них було знову знайдено.
Влітку 2015 року 3000 туркменів покинули місто Амерлі. Наприкінці 2015 року 1500 туркменських сімей (7500 осіб) знайшли притулок у Кербелі.
8 березня на Тазу Хурмату було застосовано хімічну зброю, внаслідок чого троє вбито та 1500 поранено. 25 тис. втекли з міста. Того ж року з хімічної зброї було обстріляно й село Бешир. 90 % Бешира було зруйновано під час його відвоювання у 2016 році, у тому числі 250 будинків. У туркменському селі Башир 9 жінок викрали, зґвалтували та публічно повісили на ліхтарних стовпах. У цьому ж селі 12-річну дівчинку групово зґвалтували та повісили на стовпі. Коли туркмени намагалися привезти її тіло, 15 чоловіків були вбиті снайперським вогнем ІДІЛ. Випадки зґвалтувань були зафіксовані і після падіння Туз Хурмату в червні.
У січні збройні сили Іраку знайшли масове поховання в Рашидії поблизу Мосула. Могила належала 27 убитим туркменським чоловікам і хлопцям. На їхніх тілах були сліди тортур. У 2017 році кількість зниклих безвісти туркменських жінок, дівчат і дітей зросла до 1200. У 2018 році ще 100 зникли безвісти.

## Знищення спадщини
ІДІЛ відповідає за знищення історичних артефактів, які були важливими для іракських туркменів. Багато столітніх мечетей, сунітських чи шиїтських, а також бібліотеки були зруйновані. Найстаріша бібліотека в Таль-Афарі була підірвана, а інша бібліотека з понад 1500 історичними книгами в Діялі була знищена. Серед знищених артефактів були Мавзолей Ях'ї Абу аль-Касіма (побудований у 1293 році Зенгідами, зруйнований у 2014 році), Мавзолей Імама Аун Аль-Діна (побудований у 1248 році Зенгідами, зруйнований у 2014 році), Храм ім. Кадіб Аль-Бан Мосулі (побудована атабегами Мосула, зруйнована в 2014 році), мечеть Аль-Імам Мухсін (побудована сельджуками, серйозно пошкоджена в 2015 році), Велика мечеть ан-Нурі (побудована в 1172 році Зенгідами, зруйнована в 2017 році), мечеть Імам аль-Бахер (побудована в 1259 році, зруйнована в 2014 році) і мечеть Паші (побудована в 1881 році османами, зруйнована).